# La Plus Belle pour aller danser (film)
Pour l’article homonyme, voir La Plus Belle pour aller danser.
Pour plus de détails, voir Fiche technique et Distribution.
La Plus Belle pour aller danser est un film français réalisé par Victoria Bedos sorti en 2023.
Le film suit Marie-Luce, une jeune fille timide. Elle est mal dans sa peau et transparente au lycée, et vit dans une pension de famille avec un père surprotecteur depuis la mort de sa femme et une ribambelle de personnes âgées. Le jour de la rentrée, elle tombe sous le charme d'un nouvel élève, Émile. Pour se rapprocher de lui, Albert, un des habitants de la pension de famille, encourage Marie-Luce à s'incruster dans une soirée déguisée à laquelle elle n'est pas invitée. Vêtue en Don Vito Corleone du Parrain, l'illusion est parfaite. Marie-Luce, habillée en garçon pour la soirée, se fait passer pour Léo, et séduit tout le monde, dont Émile. Le stratagème fonctionne tellement bien que Marie-Luce décide de continuer à voir Émile sous l'identité de Léo.
C'est le dernier film avec Guy Marchand, mort le 15 décembre de la même année.

## Synopsis
Marie-Luce Bison (Brune Moulin) est une adolescente de 14 ans, timide, réservée et souffrant profondément de la solitude, n'arrivant pas à s'intégrer dans son nouveau lycée et peinant à attirer l'attention de ses camarades de classe. Sa situation est par ailleurs rendue difficile par le fait que son père Vincent (Philippe Katerine) s'occupe à peine d'elle depuis la mort de la mère de Marie-Luce, absorbé dans la gestion d'une pension de famille où la jeune fille réside également. Le seul véritable soutien de Marie-Luce est Albert (Pierre Richard), un octogénaire qui vit également à la pension.
Tombée sous le charme d’Émile (Loup Pinard), également nouveau au lycée, Marie-Luce cherche à tout prix à attirer son attention. Sur les conseils d'Albert, elle s'introduit dans une soirée organisée par Chloé (Iris Guillemin), une camarade de classe, déguisée en Vito Corleone du film Le Parrain. Or, en raison de ce déguisement, les autres invités prennent Marie-Luce pour un garçon. Ayant réussi à attirer l'attention d’Émile, Marie-Luce décide de jouer le jeu et prétend s'appeler Léo. Elle s'attire par ailleurs l'admiration de ses camarades en sauvant Émile de l'étouffement après qu'il a avalé un gâteau de travers.
Toujours sous les traits de Léo, Marie-Luce se rapproche d’Émile en passant du temps avec lui à la fête foraine. Elle essaie alors de savoir par qui Émile est attiré, mais la fin de la journée lui réserve une surprise de taille : Émile est homosexuel et est tombé amoureux de Léo, ignorant tout du subterfuge mis en place par Marie-Luce, qu'il embrasse. Bien que folle de joie à l'idée d'avoir enfin échangé un baiser avec Émile, Marie-Luce est consciente qu'elle a berné Émile, qui est par ailleurs le petit-fils de l'un des résidents de la pension et qui y croise un jour Marie-Luce sous ses véritables traits féminins, ne manifestant alors évidemment pas la même proximité qu'avec Léo.
Marie-Luce, à nouveau déguisée, se rend une nouvelle fois à la fête foraine avec Émile, mais ils sont cette fois-ci accompagnés de trois camarades de classe : Chloé, qui a également un faible pour Léo ; son petit ami Hugo (Samy Belkessa) ; et Manon (Kamelia Isli-Antunes), qui est attirée par Émile. Mécontent du rapprochement qu'il pense voir entre Chloé et Léo, Émile quitte brusquement le groupe. Marie-Luce part à sa suite mais ne parvient pas, comme le lui a conseillé Albert, à lui révéler la vérité, et l'embrasse à nouveau passionnément en se faisant passer pour Léo.
Les deux adolescents sont toutefois vus par Vincent, qui ignore également tout des manigances de sa fille. Lorsque cette dernière lui avoue s'être déguisé en garçon pour se rapprocher d’Émile, il l'emmène voir une pédopsychiatre (Alice Belaïdi), mais cette dernière ne réagit pas comme Vincent l'avait escompté : la doctoresse souligne en effet que le comportement de Marie-Luce provient probablement de la façon dont elle a été élevée, en particulier le fait que Vincent ne lui consacre que peu de temps et ne parle jamais de sa défunte épouse. De retour à la pension, Marie-Luce a des mots très durs envers son père, affirmant même qu'il aurait dû mourir à la place de sa mère.
Marie-Luce revêt encore le déguisement de Léo avant de rejoindre Émile, Chloé, Hugo et Manon. Lors d'une partie d'Action ou vérité ?, elle a soudainement des crampes et prend la fuite, fouillant le sac de Chloé pour y trouver un tampon hygiénique. Elle est surprise par Chloé, qui pense que Léo voulait être seul avec elle et qui l'embrasse. Émile arrive sur ces entrefaites et, furieux de voir Léo se comporter ainsi en ayant apparemment honte de son homosexualité, il fait son propre coming-out en embrassant Léo. Toutefois, les remarques blessantes d'Hugo causent une bagarre, durant laquelle Marie-Luce perd sa perruque, exposant ainsi au grand jour sa supercherie. Outré, Émile s'en va, ignorant les tentatives d'excuse de Marie-Luce et déclarant qu'il ne l'aime absolument pas.
Dévastée, Marie-Luce erre dans la forêt jusqu'à la nuit, ignorant les appels de son père inquiet, alors que ce dernier est enfin prêt à lui parler de sa mère. Lorsque ce dernier apprend d'Albert que Marie-Luce devait rejoindre Émile, il se rend chez ce dernier. Vincent et Émile retournent alors en forêt, où ils trouvent Marie-Luce inconsciente au bord de la rivière : elle avait envisagé de se jeter à l'eau et de se suicider avant de renoncer, mais avait glissé sur une pierre et était tombée malgré tout. Marie-Luce est ramenée à la pension et ses blessures sont soignées. Pendant ce temps, Chloé et Manon évoquent leur admiration vis-à-vis de Marie-Luce et de ce à quoi elle a été prête à faire par amour.
Un mois plus tard, Marie-Luce est complètement rétablie et prête à retourner au lycée. Décidée à s'ouvrir aux autres sans recourir au déguisement, elle change son apparence physique : elle se coupe les cheveux et porte des vêtements plus féminins, dont certains empruntés à la garde-robe de sa mère. Dans la voiture de son père qui l'emmène au lycée, elle est ravie que Vincent évoque enfin son épouse disparue et lui pose de nombreuses questions à son sujet. Une fois au lycée, c'est une Marie-Luce radieuse qui fait son retour, attirant de nombreux regards bienveillants, en particulier celui de Chloé (désormais en couple avec une fille après le baiser qu'elle a volé à Marie-Luce/Léo) et de Manon. Elle est également entièrement réconciliée avec Émile : désormais amis sans recourir aux faux-semblants, tous deux passent ainsi beaucoup de temps ensemble à la pension (suscitant l'incompréhension de Vincent, qui peine à comprendre s'ils sont en couple ou non) et se demandent par exemple en plaisantant par lequel des deux le petit-fils de Jean-Jacques, un autre résident de la pension, est attiré.

## Fiche technique
Sauf indication contraire, les informations mentionnées dans cette section peuvent être confirmées par les bases de données cinématographiques IMDb et Allociné,  présentes dans la section « Liens externes ».
- Titre français : La Plus Belle pour aller danser
- Réalisation : Victoria Bedos
- Scénario : Victoria Bedos et Louis Pénicaut
- Musique : Nicolas Weil, Sylvain Ohrel et Alexandre Lier
- Décors : Nicolas de Boiscuillé
- Costumes : Marie Credou
- Photographie : Pierre Aïm
- Son : Yves Bemelmans
- Montage : Nathan Delannoy
- Production : Hélène Cases et Christelle Hénon
  - Co-production : Lilian Eche, David Frenkel, Jean-Yves Roubin et Cassandre Warnauts
- Sociétés de production : Frakas Productions, Lionceau Films, Bidibul Productions, Auvergne Rhône-Alpes Cinéma
- Sociétés de distribution : Universal Pictures (France)
- Pays de production :  France| Médias externes |                                                                         |
| Images          |                                                                         |
|                 | Affiche du film sur le site Allociné                                    |
| Vidéos          |                                                                         |
|                 | Bande-annonce du film sur le compte YouTube d'Universal Pictures France |
- Langue originale : français
- Format : couleur
- Genre : comédie
- Durée : 92 minutes
- Dates de sortie :
  - France : 19 avril 2023[1],[2] (sortie nationale)

## Distribution
Sauf indication contraire, les informations mentionnées dans cette section peuvent être confirmées par la base de données cinématographiques Allociné,  présente dans la section « Liens externes ».
- Brune Moulin : Marie-Luce Bison / Léo Moulin
- Philippe Katerine : Vincent Bison
- Pierre Richard : Albert
- Loup Pinard : Émile
- Firmine Richard : Roseline
- Guy Marchand : Jean-Jacques
- Olivier Saladin : Henri
- Patrick Paroux : Roger
- Olivier Barthélémy : M. Bonnot
- Alice Belaïdi : la pédopsychiatre
- Claire Guillon : Odette
- Kamelia Isli-Antunes : Manon
- Samy Belkessa : Hugo
- Iris Guillemin : Chloé
- Pascal Gimenez : le père d'Émile
- Lucile Krier : la mère de Marie-Luce

## Production

### Tournage
Le film s'est tourné en grande partie en Auvergne-Rhône-Alpes, de mi-mai à fin juin 2022, dans l'Ain notamment à Mogneneins (pension de famille), également dans la région du Haut-Bugey, à Oyonnax (cabinet de la psychologue) et Izernore (gorges), ainsi que dans le Beaujolais (Rhône) à Theizé (forêt). Le tournage s'est achevé en Ile-de-France en juillet 2022.

## Accueil

### Accueil critique
En France, le site Allociné donne la note de 2,9⁄5, à partir de l'interprétation de 19 critiques de presse rencensées.
« Comment se sortir de l’engrenage du mensonge quand on aime et qu’on veut être aimé(e) ? », se questionne Caroline Vié pour 20 Minutes. « Victoria Bedos répond à cette question avec tendresse et humour dans une comédie magnifique, La Plus Belle pour aller danser. ».
Pour Adrien Gombeaud (Les Échos), « comédie adolescente à la grenadine que le cinéma tente souvent mais réussit rarement, La Plus Belle pour aller danser offre une rampe de lancement à Brune Moulin dans le rôle classique de la fille en costar et livre un astucieux jeu de références. ».
Pour la rédaction du Journal du dimanche, la critique est plutôt positive : « Pour sa première réalisation, la scénariste de La Famille Bélier signe une comédie drôle et touchante portée par Brune Moulin. La jeune comédienne irradie par l’intensité de son jeu, passant de l’ado complexée au garçon charismatique avec un naturel bluffant. ».
Plus négatif, Olivier De Bruyn (Marianne), pour qui « même si sa mise en scène n’est pas à la hauteur de son scénario inventif, La plus belle pour aller danser, avec son originalité et son énergie, se distingue dans le paysage si souvent désolant de la comédie hexagonale. C’est déjà beaucoup. ».
Pour Christophe Caron (La Voix du Nord), « plutôt que l’émotion, c’est le bien-fondé et la générosité qu’on ira chercher dans cette comédie parfaitement dans l’air du temps réalisée par Victoria Bedos. ».
François Léger (Première) rejoint la plupart des critiques sur la prestation de l'actrice principale qui est globalement jugée bonne. Pour autant, ce « récit d’initiation » qui « repose sur la belle idée d'une relation contrariée par une identité genre pas encore définie (...) se perd dans des éléments scénaristiques artificiels (la passion de Marie-Luce pour Cioran et Marivaux, pur cliché intello ; le foyer de seniors peuplé de petits vieux adorables…) qui écornent sa crédibilité et sa douce mélancolie. »
Pas du tout convaincu par le résultat du film, Xavier Leherpeur (L'Obs) dit qu'« incroyablement lourd dans ses dialogues, affligeant de manichéisme dans l’écriture de ses personnages et jamais fluide dans sa mise en scène, le premier film de la coscénariste de la Famille Bélier est plus qu’agaçant. ».

### Box-office
Pour son premier jour d'exploitation en France, La Plus Belle pour aller danser a réalisé 9 034 entrées, dont 2 944 en avant-premières, pour un total de 1 274 séances proposées. En comptant pour ce premier jour les avant-premières, le film se positionne en troisième place du box-office des nouveautés pour sa journée de démarrage, derrière Evil Dead Rise (39 591) et devant Sur l'Adamant (7 422).
Au bout d’une première semaine d’exploitation dans les salles françaises, le long-métrage totalise 64 016 entrées, pour une onzième place au box-office hebdomadaire, derrière John Wick : Chapitre 4 (68 436) et devant Sur les chemins noirs (55 315).
| Pays ou région | Box-office      | Date d'arrêt du box-office | Nombre de semaines |
| -------------- | --------------- | -------------------------- | ------------------ |
| France         | 101 998 entrées | 23 mai 2023                | 5                  |
| Total mondial  | 729 315 $       | -                          | -                  |